# 布団が吹っ飛んだ
布団が吹っ飛んだ（ふとんがふっとんだ）は、日本の駄洒落のひとつ。寝具である「布団（ふとん）」と、「吹っ飛ぶ」の連用形である「吹っ飛んだ（ふっとんだ）」をかけている。
昔からよくある典型的な駄洒落の一つで、「"ふとん"」と「"ふ"っ"とん"だ」のようにかかっている。
過去実際にあった事例は後述の「実際の事故」の欄を参照。

## 関連事項
2004年にフジテレビ系列で放送された『トリビアの泉』の「トリビアの種」のコーナーで「日本人が一番よく使うダジャレは」を各都道府県100人ずつ合計4700人を調査した結果、493人で3位にランクインした。2015年にgooランキングが行った「一度は言ってしまったことがある駄洒落ランキング」調査では42.8%の票を集め1位となるなど、日本で広く認知されている。
2015年には、あえるによるボーカロイド曲「オフトゥンフライングシステム」がニコニコ動画にアップロードされている。また、2018年には株式会社ブレインパッドのチャンネル内で集まった4人の開発チームが、ダジャレの面白さをAIが判定し布団を吹っ飛ばす装置として「オフトゥンフライングシステム」を開発しており、この名称は同楽曲に由来する。
写真家のRYO KATSUMURAとデザイナーのSHUN INANUMAが組むユニット「DAJAART（ダジャート）」は、「布団が吹っ飛んだ」をはじめとする駄洒落のビジュアル化をコンセプトとした作品を制作している。
日本テレビ系列の番組『フットンダ』は「布団が吹っ飛んだ」に由来する。
毎年広島県三原市幸崎町で行われる「能地春祭り」では、神輿の上に布団を飾った「ふとんだんじり」と呼ばれるだんじり同士をぶつけ合うため、実際に布団が吹っ飛ぶこともある。
2019年には絵本作家の新井洋行が、駄洒落をテーマとした絵本『ふとんが ふっとんだ』（講談社）を発刊している。

## 実際の事故
- 2014年9月28日には、兵庫県加古川市を走る山陽新幹線の西明石-姫路駅間の線路上に白い布団が落ちているのが見つかり、新幹線「のぞみ」が緊急停止する事例があった。その約10分前には現場付近のマンションの8階に住む男性から「干していた布団が飛んでいった」と110番通報があったという[10][11]。

- 2016年3月5日には、福岡県西区周船寺の国道202号線上の電線に風で飛ばされた布団が引っ掛かる事故が起きている[12]。

- 2019年1月28日には、京急線の生麦駅〜京急新子安駅間の線路内に布団が飛来し一部の列車に遅れが生じた[13]。
- 2023年4月12日には、京王線府中駅でパンタグラフに布団が引っかかっているのが見つかり、一時上下線の運転が見合わせられた[14]。
- 2024年5月17日には、中央・総武線（各駅停車）阿佐ケ谷駅構内の架線に布団が引っかかっているのを電車の運転士が発見し、上下線で運転が見合わせられた[15]。